# Mellösa
Mellösa är en tätort i Flens kommun och kyrkby i Mellösa socken belägen cirka 5 km norr om Flen. Orten ligger i en gammal kulturbygd där skogsbygden omkring var bebodd under medeltiden. Några kilometer väster om samhället ligger statsministerresidenset Harpsund.
I september 1933 fann en lantbrukare i Flenmo det äldsta hjulet i Sverige – Mellösahjulet – daterat till 400–600-talet. Hjulet finns i dag på Historiska museet i Stockholm.
Strax utanför Mellösa låg tidigare tumstocksfabriken AB Måttstockar, nedlagd 1980 av den dåvarande ägaren Hultafors Group.
Orten och dess invånare porträtteras i dokumentären ”Ett fint litet samhälle” av Astrid Ohlsén och Håkan Pieniowski. Dokumentären sändes i SVT år 2013.

## Befolkningsutveckling
| Befolkningsutvecklingen i Mellösa 1950–2020 | Befolkningsutvecklingen i Mellösa 1950–2020 | Befolkningsutvecklingen i Mellösa 1950–2020 | Befolkningsutvecklingen i Mellösa 1950–2020 | Befolkningsutvecklingen i Mellösa 1950–2020 |
| ------------------------------------------- | ------------------------------------------- | ------------------------------------------- | ------------------------------------------- | ------------------------------------------- |
|                                             |                                             |                                             |                                             |                                             |
| År                                          |                                             |                                             | Folkmängd                                   | Areal (ha)                                  |
| 1950                                        | 1950                                        |                                             | 436                                         |                                             |
| 1960                                        | 1960                                        |                                             | 439                                         |                                             |
| 1965                                        | 1965                                        |                                             | 405                                         |                                             |
| 1970                                        | 1970                                        |                                             | 571                                         |                                             |
| 1975                                        | 1975                                        |                                             | 605                                         |                                             |
| 1980                                        | 1980                                        |                                             | 656                                         |                                             |
| 1990                                        | 1990                                        |                                             | 639                                         | 87                                          |
| 1995                                        | 1995                                        |                                             | 626                                         | 87                                          |
| 2000                                        | 2000                                        |                                             | 551                                         | 88                                          |
| 2005                                        | 2005                                        |                                             | 551                                         | 88                                          |
| 2010                                        | 2010                                        |                                             | 535                                         | 87                                          |
| 2015                                        | 2015                                        |                                             | 505                                         | 82                                          |
| 2020                                        | 2020                                        |                                             | 544                                         | 100                                         |
|                                             |                                             |                                             |                                             |                                             |